# Semikonzervativna replikacija
Semikonzervativna replikacija je oblik replikacije DNK. Po ovom se obrascu replicira DNK u svim poznatim živim stanicama. Izvorno su predložena tri oblika replikacije:

- semikonzervativna, gdje svaki lanac iz početne DNK nalazi se u dvjema novonastalim molekulama. Svaka od dviju novosintetiziranih molekula DNK sadrži po jedan lanac roditeljske DNK i jedan lanac nove DNK. Smjer polimeriziranja roditeljskog lanca je od 5' – 3' kraja.[3]
- konzervativna replikacija, u kojoj roditeljski lanci DNK ostaju skupa u dvostrukoj uzvojnici i onda proizvode kopiju koju čine dva nova lanca koji sadrže sve nove bazne parove DNK
- disperzivna replikacija, u kojoj nastaju dvije nove kopije DNK, od kojih obje sadrže djelove koji se razlikuju, a čine ih ili djelovi od obaju roditeljskih uzvojnica ili od novih uzvojnica DNK